# モンロー郡 (アーカンソー州)
モンロー郡（英: Monroe County）は、アメリカ合衆国アーカンソー州の東部に位置する郡である。2010年国勢調査での人口は8,149人であり、2000年の10,254人から20.5％減少した。郡庁所在地はクラレンドン市（人口1,664人）であり、同郡で人口最大の都市はブリンクリー市（人口3,188人）である。モンロー郡は1829年11月2日にアーカンソー郡とフィリップス郡の一部を合わせ、州内20番目の郡として設立され、郡名は第5代アメリカ合衆国大統領ジェームズ・モンローに因んで名付けられた。
共和党の全国委員で、1990年と1994年に州知事候補になったシェフィールド・ネルソンは、1940年にモンロー郡で生まれた。

## 歴史
モンロー郡への入植は、デッドリック・パイクがキャッシュ川がホワイトリバーに合流する場所に入った1816年に始まった。その開拓地はマウス・オブ・ザ・キャッシュと名付けられ、その年遅くには同じ名前の郵便局が開設された。この町は1824年にクラレンドン伯爵に因んでクラレンドンと改名された。モンロー郡は1829年にアーカンソー準州議会によって設立され、郡庁所在地はローレンスビルとされ、そこに監獄と郡庁舎が建てられた。1836年にホワイト川を渡す渡し船が始まり、1857年には郡庁所在地がクラレンドンに移された。南北戦争が始まった時、新しい煉瓦造りの郡庁舎がほぼ完成していた。モンロー郡からは南軍に5部隊を送った。北軍は1863年にクラレンドンを占領し、町を破壊した。戦後、ゲリラ戦が続いたので4年間は戒厳令が布かれ、郡は再建のために苦闘した。北軍は郡庁舎を完全に解体し、その煉瓦を隣接するプレーリー郡の郡庁所在地デバルスブラフに運んだ。1876年、「モンロー・カウンティ・サン」紙が創刊された。
アメリカ合衆国がルイジアナ買収を完了した直後に測量を始めたのが、モンロー郡とフィリップス郡およびリー郡の交わる所だった。ジェームズ・マディソン大統領が新領土の測量を発注させた後、モンロー郡南部となった湿地、約90万平方マイル (233万 km2) の土地が調査された。その調査点は1961年にアーカンソー州議会がルイジアナ買収州立公園として指定することで記念された。

## 地理
アメリカ合衆国国勢調査局に拠れば、郡域全面積は621.41平方マイル (1,609.5 km2)であり、このうち陸地606.65平方マイル (1,571.2 km2)、水域は14.76平方マイル (38.2 km2)で水域率は2.38％である。

### 主要高規格道路
- 州間高速道路40号線
- アメリカ国道49号線
- アメリカ国道70号線
- アメリカ国道79号線
- アーカンソー州道1号線
- アーカンソー州道17号線
- アーカンソー州道39号線
- アーカンソー州道86号線

### 隣接する郡
- ウッドラフ郡 - 北
- セントフランシス郡 - 北東
- リー郡 - 東
- フィリップス郡 - 南東
- アーカンソー郡 - 南西
- プレーリー郡 - 西

### 国立保護地域
- キャッシュ川国立野生生物保護区（部分）
- ホワイト川国立野生生物保護区（部分）

## 人口動態

人口ピラミッド

以下は2000年の国勢調査による人口統計データである。
| 基礎データ - 人口: 10,254人 - 世帯数: 4,105 世帯 - 家族数: 2,733 家族 - 人口密度: 7人/km2（17人/mi2） - 住居数: 5,067軒 - 住居密度: 3軒/km2（8軒/mi2） 人種別人口構成 - 白人: 59.37% - アフリカン・アメリカン: 38.79% - ネイティブ・アメリカン: 0.26% - アジア人: 0.13% - 太平洋諸島系: 0.04% - その他の人種: 0.26% - 混血: 1.14% - ヒスパニック・ラテン系: 1.29% 年齢別人口構成 - 18歳未満: 27.9% - 18-24歳: 7.6% - 25-44歳: 23.7% - 45-64歳: 23.4% - 65歳以上: 17.3% - 年齢の中央値: 38歳 - 性比（女性100人あたり男性の人口） - 総人口: 88.5 - 18歳以上:83.3 | 世帯と家族（対世帯数） - 18歳未満の子供がいる: 29.3% - 結婚・同居している夫婦: 46.1% - 未婚・離婚・死別女性が世帯主: 16.7% - 非家族世帯: 33.4% - 単身世帯: 30.1% - 65歳以上の老人1人暮らし: 15.1% - 平均構成人数 - 世帯: 2.47人 - 家族: 3.07人 収入と家計 - 収入の中央値 - 世帯: 22,632米ドル - 家族: 28,915米ドル - 性別 - 男性: 25,288米ドル - 女性: 17,117米ドル - 人口1人あたり収入: 13,096米ドル - 貧困線以下 - 対人口: 27.5% - 対家族数: 21.0% - 18歳未満: 37.4% - 65歳以上: 22.4% |

## 都市と町
| - ブリンクリー - クラレンドン - 郡庁所在地 | - ファーゴ - ホリーグローブ | - ロー |

## 郡区
アーカンソー州の郡はさらに郡区に小区分されている。各郡区には未編入領域と、編入済み自治体がある。現代の郡区にはその維持目的が限られたものになっている。アメリカ合衆国国勢調査局は郡区を元に人口を集計している。また系図調査など歴史的な目的には価値がある。1つ以上の郡区に入っている町や都市は統計調査に基づいて扱われる。モンロー郡の郡区は下記リストの16区である。
- ブリンクリー（ブリンクリーの大半）
- ブラウン
- キャッシュ（クラレンドン）
- クリバーン
- サイプレスリッジ
- ディクソン（ブリンクリーの一部）
- ダンカン（ホリーグローブ）
- グリーンフィールド（ファーゴ）
- ハインドマン
- ジャクソン
- キービル
- モンゴメリー・スモーリー
- パインリッジ
- レイモンド
- リッチランド（ブリンクリーの一部）
- ロックロー（ロー）